# María Rosa Bendala Lucot
María Rosa Bendala Lucot, (Algeciras, 1912- Madrid, 13 de noviembre de 1997) fue una diseñadora de vestuario e ilustradora española.

## Trayectoria

### Comienzos y éxito profesional
Hija de Luisa Lucot Bribes, originaria de Burdeos y del militar Manuel Bendala Palacios, cursó sus estudios de Primaria y Bachillerato en Ceuta y en Santa Cruz de Tenerife, destinos a los que había sido enviado su padre. En 1927 toda la familia se asentó definitivamente en Madrid donde continuó su formación de cultura general y dibujo en la Academia Cots demostrando una gran facilidad para el dibujo.
Se dio a conocer al público en el Concurso Nacional del Círculo de Bellas Artes de Madrid de 1931 donde expuso un óleo. Ese año ingresó en la Unión de Dibujantes Españoles que agrupaba a la mayor parte de dibujantes ilustradores de momento. Esta asociación organizaba además del Salón de los Humoristas, actividades culturales y bailes por Carnaval y Navidad. Bendala formó parte de su Junta Directiva.
En 1932 participó en el XV Salón de los Humoristas españoles y en el Salón Internacional de Humoristas celebrado en Viena. Al realizar los figurines para la revista musical Las chicas de peligros, obtuvo tanto éxito que la convirtieron en miembro oficial de la Compañía del Teatro Martín de Madrid. Dibujó los figurines de la zarzuela Katiuska, la mujer rusa y revistas musicales Cómo toma del frasco, Manos arriba y Las tentaciones en el Teatro Pavón cuya estrella en esos momentos era Celia Gámez.
En 1933 volvió a exponer en el XVI Salón de Humoristas Españoles, participó en un concurso de carteles electorales y siguió trabajando como figurinista realizando vestuarios para revistas.
Para el concurso de portadas que organizaba la revista Blanco y Negro presentó cuatro dibujos y fue elegido el titulado Nati que representaba a una bailarina de flamenco. Fue publicado en la portada del 11 de noviembre de 1934.
En 1933 se hizo una comida en su homenaje celebrada en el Hotel Ritz de Madrid el día 8 de marzo en su honor. Y ella, a su vez, participó en el homenaje al caricaturista Manuel Tovar, junto a la periodista Josefina Carabias y otros ilustradores cómo Salvador Bartolozzi.
Fue cofundadora de una Asociación de Catedráticos en 1933. Ocupó la cátedra de dibujo en el Instituto Hispano Marroquí de Ceuta desde 1934 donde se trasladó. Alternó estancias entre Ceuta y Madrid ya que siguió exponiendo en la Exposición Nacional de Bellas Artes y en el Salón de Otoño, en esta ocasión junto a Alma Tapia, además de diseñar los figurines para Luna de mayo que se estrenó en el Teatro de la Zarzuela.
En la revista Ciudad dirigida por Víctor de la Serna publicó dibujos de moda redactando también los textos. Presentó sus trabajos en la Exposición del Arte de Vestir, celebrada en Barcelona y en la que recibió el Premio de Honor por tres diseños de vestidos inspirados en trajes regionales.
Tras participar en el XVII Salón de los Humoristas con cuatro figurines para teatro, comenzó a trabajar en el diseño de vestuario para la película La señorita de Trevélez dirigida por Edgar Neville y para Una mujer en peligro de José Santugini, que se estrenó el 18 de julio de 1936.
Siguió trabajando en figurines para la revista musical Aló, Hollywood estrenada en el Teatro Coliseum donde también trabajo Cecilia Hijón, Cecy.

### Tras la Guerra Civil
Durante la Guerra civil se afilió a la Federación de los Trabajadores de Enseñanza de UGT y trabajó como enfermera en el Hospital de Sangre del Socorro Rojo Internacional. Al término de la Guerra, en 1939 tuvo una esporádica intervención en la revista Y de Falange y permaneció ingresada en un hospital de la Sierra de Guadarrama por tuberculosis, lo que hizo que disminuyera su presencia pública.
En 1944 diseñó los figurines de la revista musical Vértigo número 2 y los de la opereta Peñamariana. Colaboró también en la opereta Valses de Viena en el Teatro Apolo de Barcelona. Creó una colección de tarjetas postales de trajes regionales en la Editorial Brújula que aunque tuvo una acogida buena de crítica fue un fracaso económico.
En 1951 participó en la exposición de figurines de teatro organizada por la Asociación de Dibujantes junto a María Pilar Gallástegui entre otros. Volvió al mundo del cine en 1952 al realizar los figurines de la película Doña Francisquita de Ladislao Vajda. En 1953 realizó el cartel mural de la exposición del traje regional en la Feria Internacional del Campo y en 1955 realizó el de una exposición Concurso de Abanicos organizada por los almacenes Galerías Preciados y trabajó también para ellos con exposiciones de tarjetas navideñas.
Fue Profesora adjunta numeraria de Institutos Nacionales de Enseñanza Media.
Su vida artística acabó en la década de los 70, pero estuvo dedicada a la restauración de cuadros en sus últimos veinte años, desde el taller en su domicilio madrileño. Murió en Madrid en noviembre de 1997 a la edad de 85 años.

## Legado
En 2019 en la exposición de Dibujantas, pioneras de la Ilustración en el Museo ABC aparece expuesta su portada Nati 